# Cophura wilcoxi
Cophura wilcoxi là một loài ruồi trong họ Asilidae. Cophura wilcoxi được Kaletta miêu tả năm 1983. Loài này phân bố ở vùng Tân nhiệt đới.